# Firma technologiczna
Firma technologiczna – firma, która koncentruje się głównie na produkcji, usługach, badaniach i rozwoju, produktów i usług intensywnie wykorzystujących nowoczesne technologie, najczęściej opartych na informatyce, telekomunikacji, elektronice użytkowej, robotyce i nowo powstających dziedzinach postępu technologicznego.
Firmę określa się jako technologiczną, gdy jej modelem biznesowym jest tworzenie, rozwijanie lub wdrażanie nowych technologii.

## Firmy technologiczne na świecie
Według corocznego rankingu Fortune dziesięć największych firm technologicznych na świecie, za 2023, pod względem przychodów to: Apple Inc., Alphabet Inc., Microsoft, Samsung, Foxconn, Meta Platforms, Huawei, Dell, IBM, Tencent.
Amazon miał wyższe przychody niż Apple, ale jest klasyfikowany przez Fortune w sektorze handlu detalicznego.
Najbardziej dochodowe firmy wymienione w rankingu 2024 roku to Apple Inc, Alphabet Inc,, Microsoft, Meta Platforms, Nvidia.
Alphabet Inc. (właściciel Google), Apple Inc., Meta Platforms (właściciel Facebooka), Amazon.com, Inc. i Microsoft są często określane jako GAFAM lub Wielka Piątka (zaktualizowany akronim GAMAM) międzynarodowych firm technologicznych z siedzibą w Stanach Zjednoczonych.
Pięciu gigantów technologicznych może pochwalić się bazami użytkowników liczonymi w miliardach i łączną wartością rynkową wynoszącą prawie siedem bilionów dolarów amerykańskich, co czyni ich największymi firmami internetowymi na świecie. Wobec największych firm technologicznych formułowane są obawy, że wskutek gwałtownych wzrostów zajmują dominujące pozycje w gospodarce. Unia Europejska w 2022 wprowadziła w życie Akt o rynkach cyfrowych (DMA), który ma na celu spowodowanie, że europejskie rynki platform cyfrowych staną się bardziej konkurencyjne. DMA stymuluje skuteczniejsze nadzorowanie firm z grupy GAMAM poprzez zakazanie pewnych rodzajów zachowań biznesowych i nakazanie innych.
Firmy technologiczne są postrzegane jako bardzo innowacyjne.
Według rankingu PwC Global Innovation 1000 z 2017, firmy technologiczne stanowiły dziewięć z 20 najbardziej innowacyjnych firm na świecie, przy czym największe wydatki na badania i rozwój poniosły Amazon i Alphabet Inc.
W wyniku otwierania przez firmy technologiczne i startupy technologiczne biur pod działalność, w różnych obszarach na całym świecie rozwinęło się wiele regionów lub dzielnic technologicznych: Dolina Krzemowa w Zatoce San Francisco, Silicon Wadi w Izraelu, Silicon Docks w Dublinie,
Silicon Hills w Austin, Tech City w Londynie; Digital Media City w Seulu, Zhongguancun w Pekinie, Cyberjaya w Malezji i Cyberabad w Hyderabad w Indiach.

## Firmy technologiczne w Polsce
Największe firmy technologiczne w Polsce, wg kapitalizacji na 1 stycznia 2024 to: Asseco Poland SA, Wirtualna Polska Holding SA, Asseco South Eastern Europe SA (jest częścią grupy Asseco), Vercom SA,
Comarch SA.
Sprawami legislacyjnymi i funkcjonowania firm technologicznych w Polsce zajmuje się, utworzona w Sejmie, 29 października 2010, Komisja Innowacyjności i Nowoczesnych Technologii (INT), od 2015 funkcjonująca pod nazwą Komisja Cyfryzacji, Innowacyjności i Nowoczesnych Technologii (CNT).